# Винн, Кейтлин
Кейтлин Винн (англ. Kathleen Wynne) — канадский государственный и политический деятель. В 2013—2018 года занимала должность премьер-министра провинции Онтарио.

## Биография
Родилась 21 мая 1953 года в канадском городе Торонто, провинция Онтарио. Окончила факультет языковедения в Торонтском университете. С 1977 по 1991 год была замужем, имеет трёх дочерей. Затем в возрасте 37-ми лет совершила каминг-аут как лесбиянка и развелась с мужем. С 2005 состоит в однополом браке.
В 2003 году поступила на государственную службу, занимала различные должности в правительстве провинции Онтарио.
В январе 2013 была избрана лидером Либеральной партии Онтарио. 11 февраля 2013 года стала премьер-министром провинции Онтарио, является первой женщиной на этом посту.
По сообщениям ряда российских СМИ, в июне 2017 года Кейтлин Винн стала инициатором по принятию в провинции Онтарио Закона о поддержке детей, молодёжи и семьи, в поддержку ЛГБТ сообщества.
На провинциальных выборах 2018 года возглавляемая К. Винн Либеральная партия Онтарио заняла третье место, получив 7 депутатских мандатов и 19,57 % голосов (на предыдущих выборах в 2014 у неё было 58 мандатов и 38,65% голосов), и К. Винн ушла в отставку с постов премьер-министра провинции и лидера Либеральной партии Онтарио.